# جيمس بيل فورسيث
جيمس بيل فورسيث هو شخصية أعمال كندي، ولد في 25 ديسمبر 1802 في كينغستون في كندا، وتوفي في 1 أبريل 1869 في مدينة كيبك في كندا بسبب نوبة قلبية.